# 接線盒
電源接線盒（英文：Junction box，簡稱Jbox）是容納電源連接的外殼，用於保護電源連接並提供安全屏障。

## 結構
小型金屬或塑料接線盒可構成建築物中電線導管或熱塑性護套電纜佈線系統的一部分。若設計用於表面貼裝，則通常用於天花板、地板底下或隱藏於後面的檢修面板，尤其是在住宅或商業建築。可以將適當的類型（例如在畫廊中顯示的類型）埋入牆壁的灰泥中（儘管現代法規標準不允許完全隱藏）或僅在水泥表面中鑄造蓋子。
如沒有連接內置端子、插座、開關等設備，純粹作為方便管道內拉線、舖線的中轉位用途，一般又稱為「過路箱」或「過路井」。
有時會包括用於連接導線的內置端子。
通常用於容納開關，插座和相關連接導線的，通常安裝在牆上的容器稱為樣板盒。
“接線盒”並可指較大的物品，例如街道家具。英國，此類物品通常稱為cabinet。
接線盒是電路保護系統的組成零件之一，當中必須要有電路完整性，例如應急照明或應急電源線，或核反應堆及控制室之間的接線。安裝時，進線或出線電纜周圍的防火建築物也必須延長線路以覆蓋接線盒，以防止在電線意外著火時造成短路燒入接線盒。
而在太陽能板中PV接線盒隨附於在太陽能板後面並外接合。

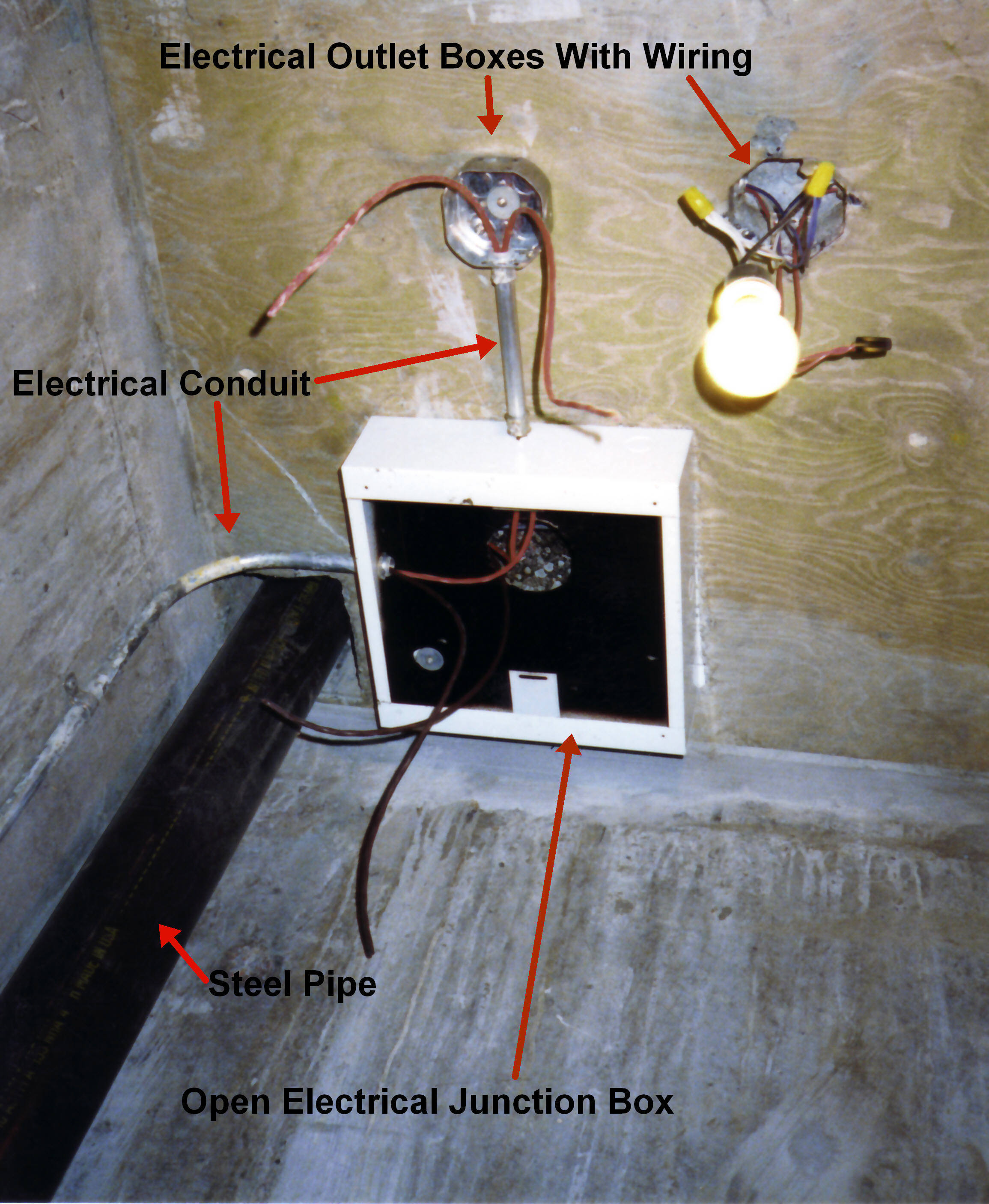
電氣接線盒安裝過程。電纜在側面停止，電纜穿過或連線在箱體內。
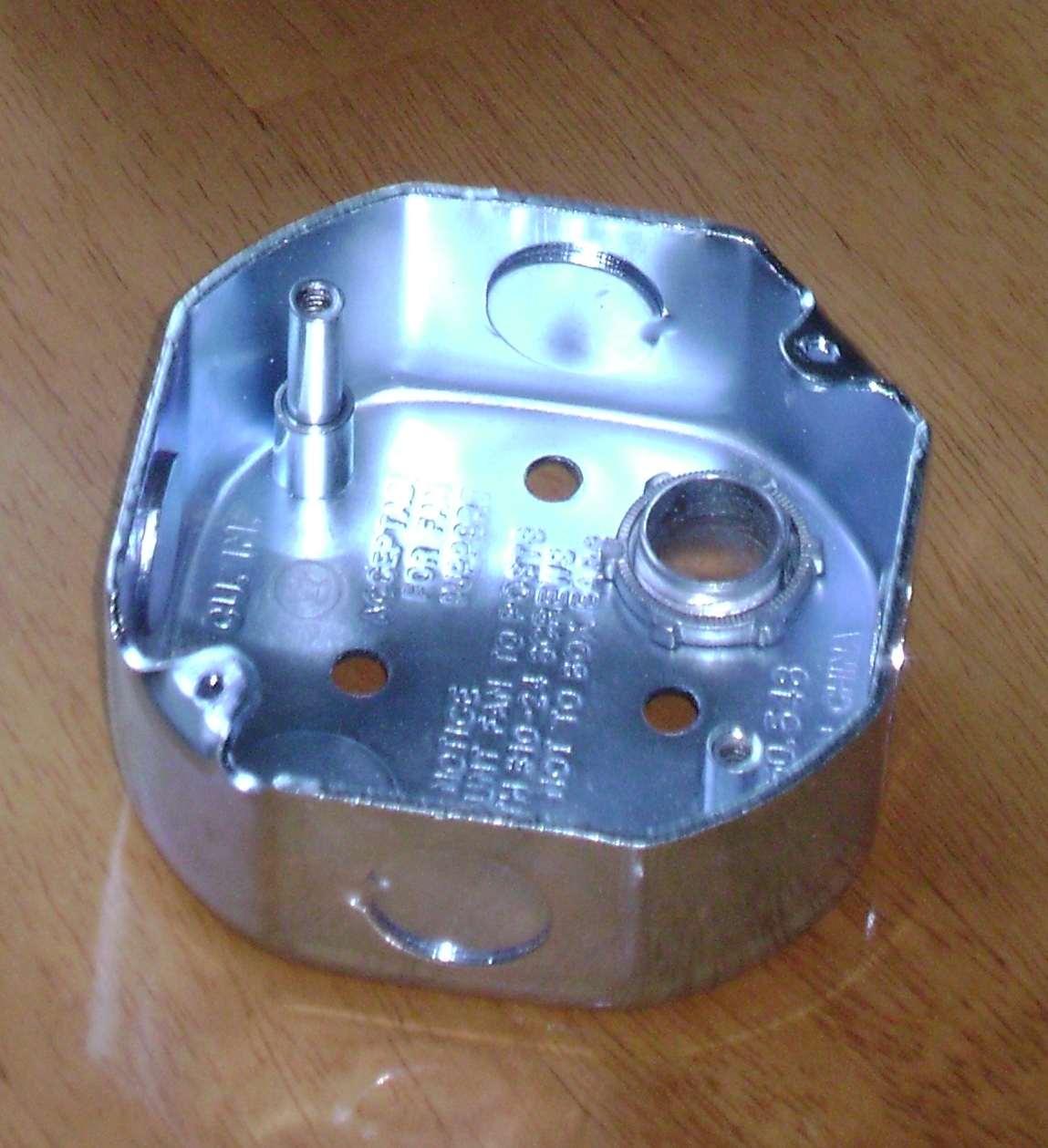
金屬接線盒
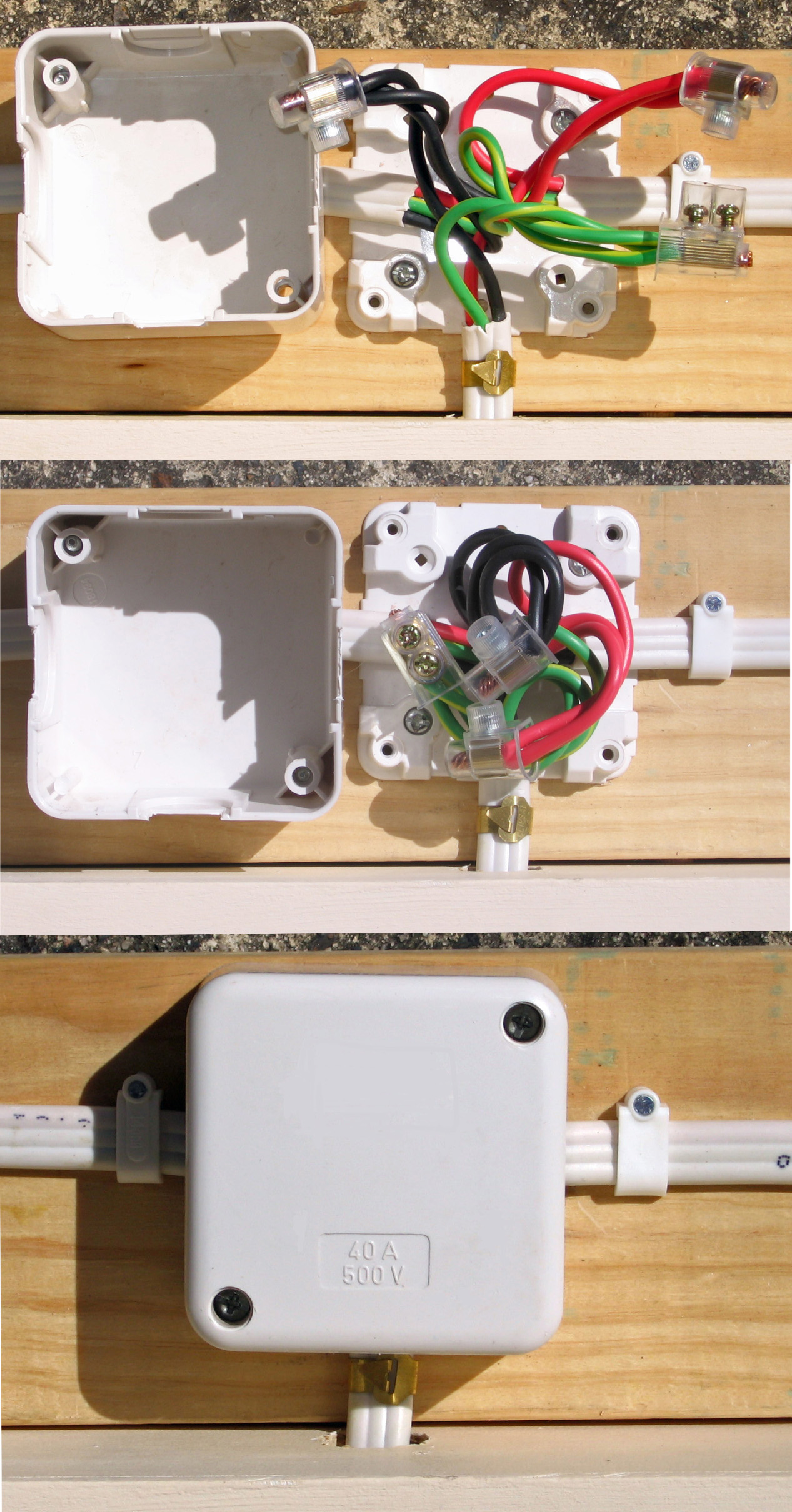
澳洲內部表面貼裝接線盒顯示接線步驟。

## 外部連結
- NEMA: National Electrical Manufacturers Association （页面存档备份，存于）
- IBEW: International Brotherhood of Electrical Workers （页面存档备份，存于）
- NECA: National Electrical Contractors Association （页面存档备份，存于）